# Donotirto
Donotirto is een bestuurslaag in het regentschap Bantul van de provincie Jogjakarta, Indonesië. Donotirto telt 7968 inwoners (volkstelling 2010).